# اولگا باکلانووا
اولگا باکلانووا (روسی: О́льга Влади́мировна Бакла́нова؛ ۱۹ اوت ۱۸۹۳ – ۶ سپتامبر ۱۹۷۴) یک هنرپیشه اهل امپراتوری روسیه بود. وی بین سال‌های ۱۹۱۴ تا ۱۹۵۵ میلادی فعالیت می‌کرد.
از فیلم‌ها یا برنامه‌های تلویزیونی که وی در آن نقش داشته است می‌توان به عجیب‌الخلقه‌ها، مردی که می‌خندد، بهمن اشاره کرد.